# JB 119

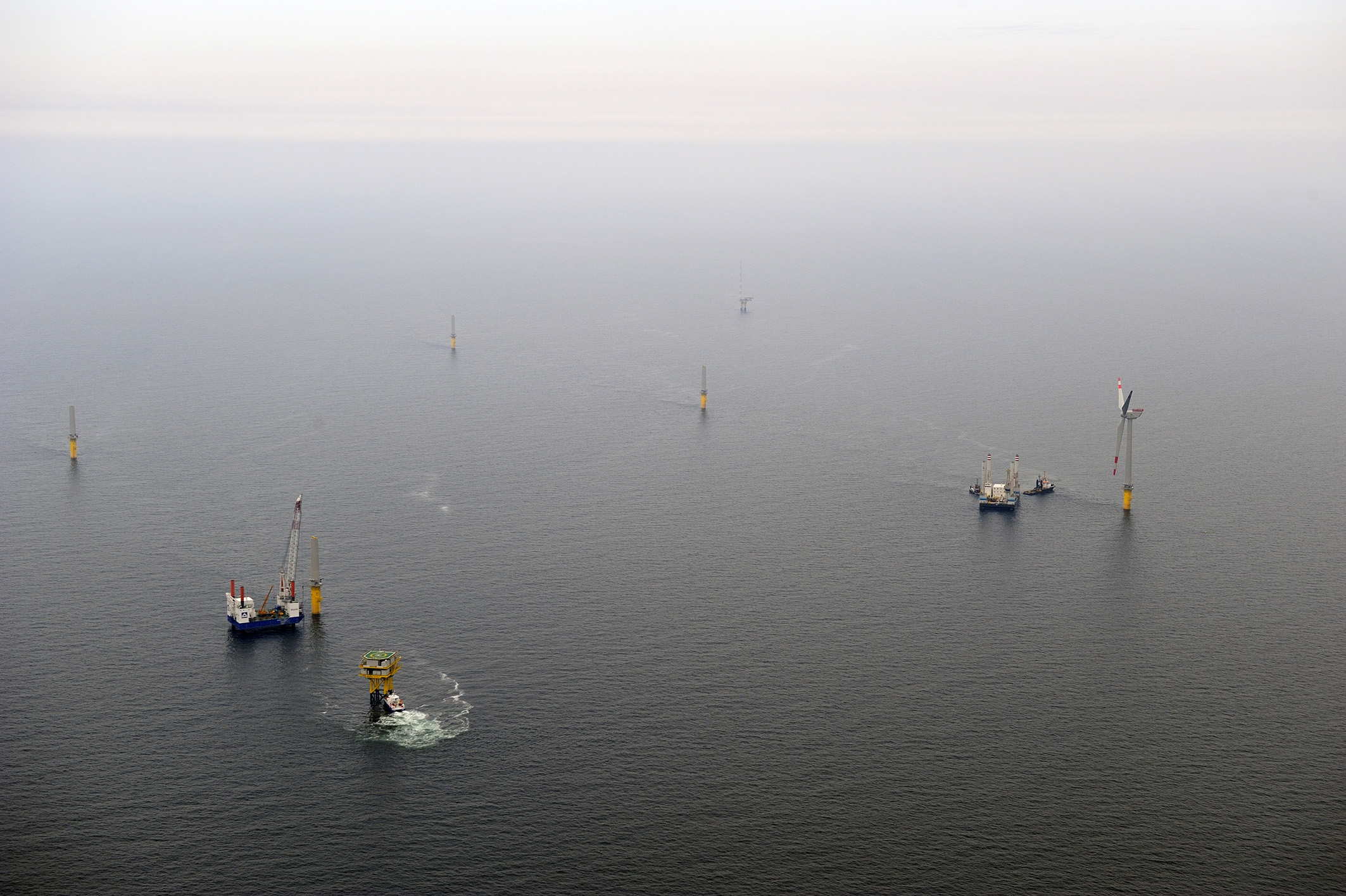
Hubinsel Odin bei der Arbeit im Windpark alpha ventus

Die Hubinsel JB 119 dient dem Bau von Hafenanlagen und Offshorebauwerken. Das Schiff trägt die IMO-Nummer 8768062. Es war zeitweise als Odin unter der Flagge Deutschlands im Einsatz. Mittlerweile fährt es unter der Flagge der Bahamas.

## Geschichte
Die 2004 in Litauen gebaute Arbeitsplattform wird vorwiegend im Hafenbau eingesetzt. So war das Schiff unter anderem in Bremerhaven beim Rammen der Kaje für den Container-Terminal 4 (CT 4) im Einsatz.
Im Jahr 2009 wurde die Hubinsel unter Beteiligung des Emder Planungsbüros ABH für rund zehn Millionen Euro auf der Lloyd-Werft speziell für Einsätze im Offshore-Bereich umgebaut. Dabei wurde ein neuer 500-Tonnen-Kran mit einem Ausleger von 65 Metern Länge sowie Wohneinheiten für 40 Personen installiert. Nach diesem Umbau war die Odin an der Errichtung von sechs der zwölf Windenergieanlagen für den Windpark alpha ventus beteiligt. 
2014 gab der Baukonzern Hochtief Solutions das Schiff an den Leasinggeber zurück.

## Technische Daten derOdin
- Abmessungen: Länge 46,1 m, Breite 30,0 m, Höhe 4,6 m, Tiefgang (mit Füßen) 5,5 m, Einsatztiefe bis 35 m
- Hubbeine: Länge 60,0 m, Querschnitt 2,0 m × 2,0 m, Füße 3,25 m × 3,25 m, Hubkraft 900 t/Bein
- Kransystem: Schwerlastkran Liebherr BOS 7500, Kapazität 300 t / 15,0 m
- Antrieb: Diesel-hydraulisch 4 × 355 kW
- E-Versorgung: 1 Dieselgenerator 355 kW, 1 Dieselgenerator 150 kW
- Sonstiges: Zuladung 900 t, Unterkunft 40 Personen, 2 Moon Pools mit Innendurchmesser 0,555 m